# Turbinaria irregularis
Turbinaria irregularis là một loài san hô trong họ Dendrophylliidae. Loài này được Bernard mô tả khoa học năm 1896.